# 15 Rezerwowa Dywizja Piechoty (Cesarstwo Niemieckie)
15 Rezerwowa Dywizja Piechoty (niem. 15. Reserve-Division)  – związek taktyczny Armii Cesarstwa Niemieckiego. 
W sierpniu 1914 rozwinięto w Niemczech do etatów wojennych istniejące w okresie pokoju związki operacyjne (armie) i związki taktyczne. W tym też miesiącu z rekrutów, rezerwistów i ochotników znajdujących się  w korpuśnych ośrodkach szkoleniowych zorganizowano jednostki rezerwowe.

W składzie VIII Rezerwowego Korpusu Armijnego została rozwinięta między innymi 15 Rezerwowa Dywizja Piechoty. W I wojnie światowej dywizja walczyła na froncie zachodnim.

## Struktura organizacyjna
Skład w sierpniu 1914:
- dowództwo dywizji
- 30 Rezerwowa Brygada Piechoty
  - 25 rezerwowy pułk piechoty
  - 69 rezerwowy pułk piechoty
- 32 Rezerwowa Brygada Piechoty
  - 17 rezerwowy pułk piechoty
  - 30 rezerwowy pułk piechoty
- 15 rezerwowy pułk artylerii polowej
- 5 rezerwowy pułk ułanów